# Кёк-Джар (Ак-Талинский район)
Кёк-Джар (кирг. Көк-Жар) — село в Ак-Талинском районе Нарынской области Кыргызстана. Административный центр Кек-Джарского аильного округа.
Население в 2009 году составляло 771 человек